# Iris Fontbona
 (mai 2024).
Iris Fontbona est une femme d'affaires chilienne. Elle est née le 18 avril 1942 à Santiago, au Chili.

## Biographie
Iris Fontbona est la veuve d'Andrónico Luksic Abaroa, un homme d'affaires chilien. Après le décès de son mari en 2005, elle a hérité de sa participation dans l'entreprise familiale Antofagasta PLC, une société minière basée au Chili. 

## Carrière
Iris Fontbona est principalement connue pour son implication dans le secteur minier au Chili. Elle est l'une des principales actionnaires d'Antofagasta PLC, une société minière qui opère principalement dans la production de cuivre. Sous sa direction, l'entreprise est devenue l'un des principaux acteurs du secteur minier chilien.

## Vie personnelle
Iris Fontbona était mariée à Andrónico Luksic Abaroa, également un important homme d'affaires chilien, jusqu'à son décès en 2005. Ils ont ensemble trois fils : Andrónico, Guillermo et Jean-Paul Luksic Fontbona.

## Héritage
En tant que femme d'affaires influente au Chili, Iris Fontbona a contribué de manière significative au secteur minier et à l'économie chilienne dans son ensemble. Son implication dans Antofagasta PLC a joué un rôle majeur dans le développement et la croissance de l'entreprise, ainsi que dans la création d'emplois et la génération de revenus pour le pays.